# Chesterfield Court House
Chesterfield Court House és una concentració de població designada pel cens dels Estats Units a l'estat de Virgínia. Segons el cens del 2000 tenia 3.558 habitants.

## Demografia
Segons el cens del 2000, Chesterfield Court House tenia 3.558 habitants, 1.139 habitatges, i 775 famílies. La densitat de població era de 602,5 habitants per km².
Dels 1.139 habitatges en un 37% hi vivien nens de menys de 18 anys, en un 47,4% hi vivien parelles casades, en un 16,9% dones solteres, i en un 31,9% no eren unitats familiars. En el 26,1% dels habitatges hi vivien persones soles el 4,4% de les quals corresponia a persones de 65 anys o més que vivien soles. El nombre mitjà de persones vivint en cada habitatge era de 2,53 i el nombre mitjà de persones que vivien en cada família era de 3,06.
Per edats la població es repartia de la següent manera: un 24,2% tenia menys de 18 anys, un 10,6% entre 18 i 24, un 33,4% entre 25 i 44, un 21,1% de 45 a 60 i un 10,8% 65 anys o més.
L'edat mediana era de 35 anys. Per cada 100 dones de 18 o més anys hi havia 98,7 homes.
La renda mediana per habitatge era de 52.304 $ i la renda mediana per família de 60.246 $. Els homes tenien una renda mediana de 37.765 $ mentre que les dones 30.211 $. La renda per capita de la població era de 19.125 $. Entorn del 2,4% de les famílies i el 5,2% de la població estaven per davall del llindar de pobresa.

## Poblacions més properes
El següent diagrama mostra les poblacions més properes.